# Jean d'Amoncourt
 (octobre 2016).
Si vous disposez d'ouvrages ou d'articles de référence ou si vous connaissez des sites web de qualité traitant du thème abordé ici, merci de compléter l'article en donnant les références utiles à sa vérifiabilité et en les liant à la section « Notes et références ».
Jean d'Amoncourt, mort en 1559, est évêque de Poitiers de 1551 à 1559.

## Biographie
Jean d'Amoncourt, prêtre, est successivement chanoine et archidiacre de Langres, prieur de Saint-Geosmes, puis de Grosse-Sauve et de Sussy, abbé commendataire de Longuay (de 1533 à 1551) puis évêque de Poitiers de 1551 à 1559.
Il est mort le 2 août 1559 . Il est issu d'une puissante famille de la noblesse de Bourgogne mais dont l'origine se trouve en Lorraine.

## Mécénat

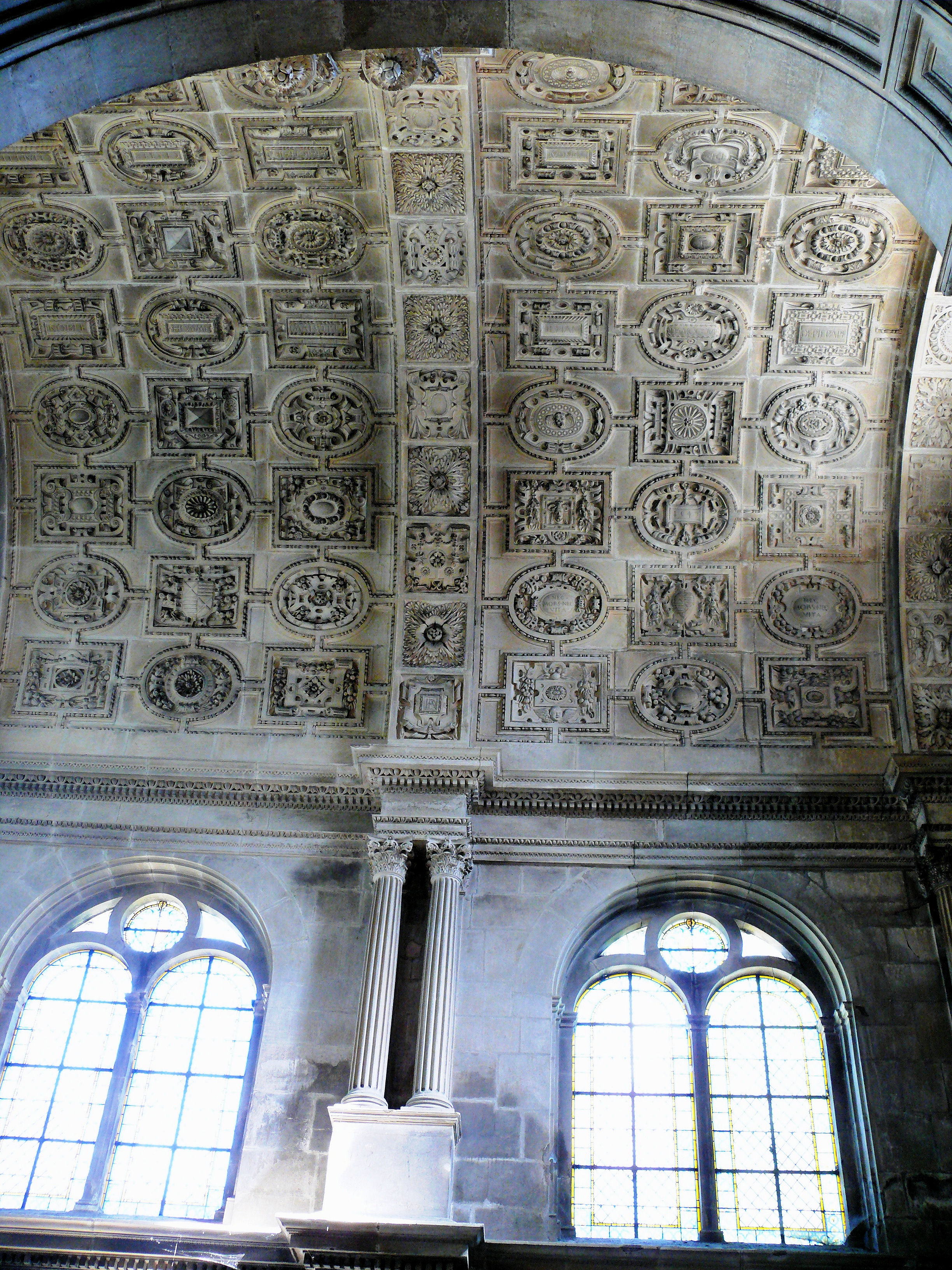
Voûte à caissons de la chapelle d'Amoncourt

On doit au chanoine Jean d'Amoncourt la construction de la chapelle dite de la Pothière (en référence à son épiscopat à Poitiers), aujourd'hui appelée chapelle d'Amoncourt. Il fit édifier cette chapelle dans la cathédrale de Langres entre 1547 et 1549, d'après les dates présentent dans les détails de son ornementation.

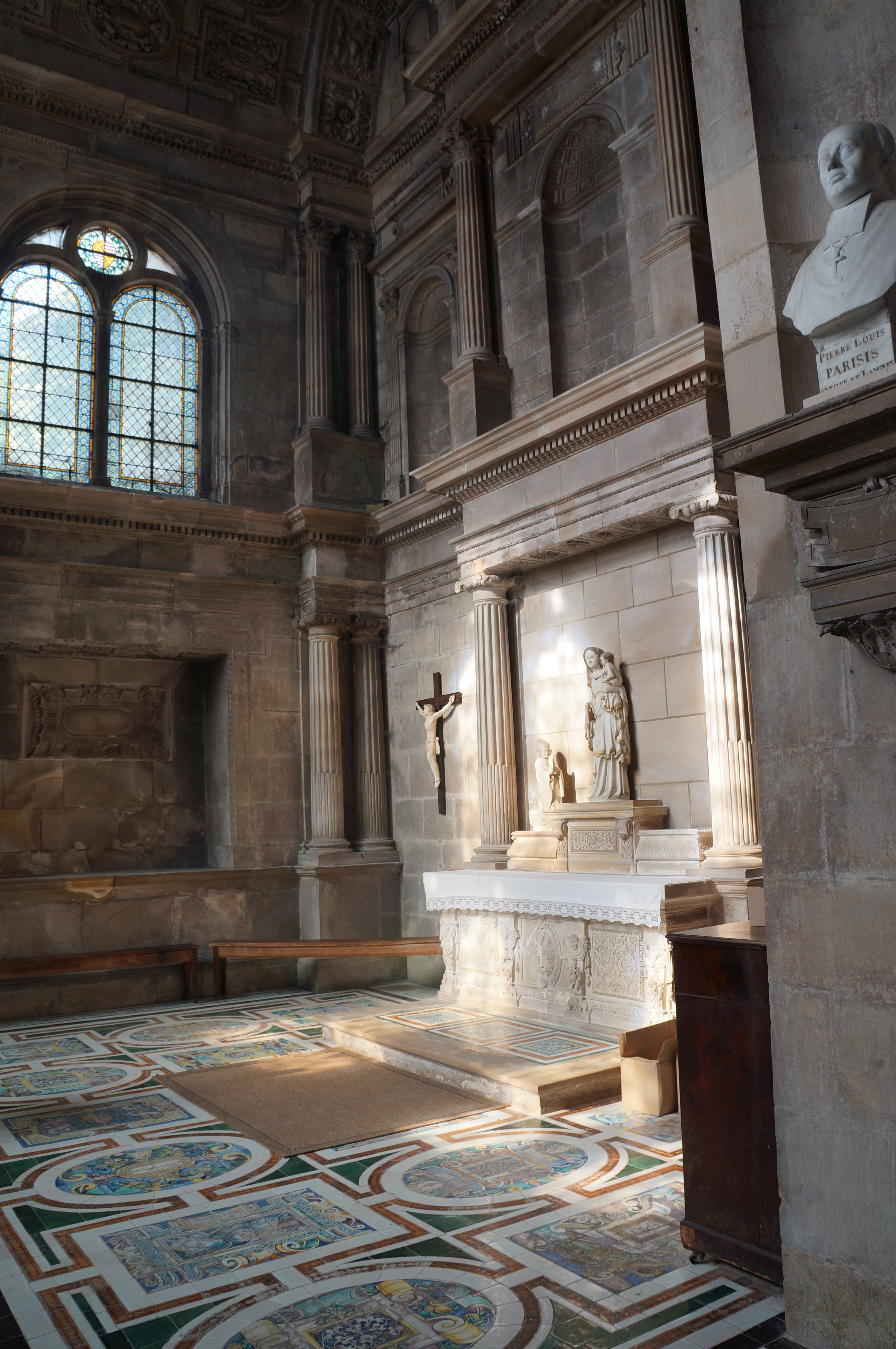
Chapelle d'Amoncourt